# Coleomethia chemsaki
Coleomethia chemsaki är en skalbaggsart som beskrevs av Hovore 1987. Coleomethia chemsaki ingår i släktet Coleomethia och familjen långhorningar. Inga underarter finns listade i Catalogue of Life.